# 332
| 332                |
| ------------------ |
| Dødsfald - Fødsler |
|                    |

| Gregoriansk kalender | 332 CCCXXXII            |
| Ab urbe condita      | 1085                    |
| Armensk kalender     | I/T                     |
| Kinesiske kalender   | 3028 – 3029 辛卯 – 壬辰 |
| Etiopisk kalender    | 324 – 325               |
| Jødisk kalender      | 4092 – 4093             |
| Hindukalendere       |                         |
| - Vikram Samvat      | 387 – 388               |
| - Shaka Samvat       | 254 – 255               |
| - Kali Yuga          | 3433 – 3434             |
| Iransk kalender      | 290 BP – 289 BP         |
| Islamisk kalender    | 299 BH – 298 BH         |

Se også 332 (tal)

## Dødsfald
- Gregor Lysbringeren, grundlægger af den armenske kirke